# Алинци (община Прилеп)
Вижте пояснителната страница за други значения на Алинци.
Алинци (на македонска литературна норма: Алинци) е село в южната част на Северна Македония, община Прилеп.

## География
Селото е разположено в областта Пелагония.

## История
В землището на Алинци в местността Бостанища (Бостаништа) има римски некропол, а в местността Църквище (Црквиште) също находки от римско време.
В XIX век Алинци е чисто българско село в Прилепска кааза на Османската империя. Според статистиката на Васил Кънчов („Македония. Етнография и статистика“) от 1900 г. Алинци има 102 жители, всички българи християни.
На Етнографската карта на Битолския вилает на Картографския институт в София от 1901 година Алинци е чисто българско село в Прилепската каза на Битолския санджак със 17 къщи.
В началото на XX век българското население на селото е под върховенството на Българската екзархия. По данни на секретаря на екзархията Димитър Мишев („La Macédoine et sa Population Chrétienne“) през 1905 година в Голямо Алинци има 120 българи екзархисти и работи българско училище.
При избухването на Балканската война в 1912 година един човек от Алинци е доброволец в Македоно-одринското опълчение.
На 24 октомври/6 ноември 1912 година, след падането на Прилеп в сръбски ръце, в района на селото турският V корпус (от Вардарската армия) дава отпор на сръбската 1-ва армия, но е разбит и отхвърлен в безредие към Битоля.
Според преброяването от 2002 година селото има 238 жители, всички северномакедонци.
Църквата в селото е „Възкресение Христово“, осветена на 1 юни 1975 година от митрополит Кирил Американско-Канадски.

## Личности
Родени в Алинци
- Миле Йовановски, социален служител в Северна Македония и активист на ВМРО-Вардар
- Никола Кръстев (1883 – ?), македоно-одрински опълченец, Втора рота на Девета велешка дружина[9]
- Толе (Тоше) Димитри, българин, православен, жител на Новата махала в Битоля, арестуван преди април 1904 година, обвинен в „присъединяване към българските разбойници с бунтовническа цел“, осъден от Извънредния съд, лежал в Битолския затвор, амнистиран с общата амнистия от 12 април 1904 година[10]